# Пшеничный, Василий Павлович
Василий Павлович Пшеничный — советский хозяйственный, государственный и политический деятель.

## Биография
Родился в 1904 году в Горловке. Член КПСС.
С 1918 года — на хозяйственной, общественной и политической работе. В 1918—1970 гг. — сортировщик угля, помощник литейщика, секретарь Горловского райкома комсомола, заведующий экономического отдела, секретарь Горловского горкома комсомола, директор завода «Стальконструкция» в городе Сталино, директор Днепропетровского им. Молотова завода «Стальконструкция», директор завода им. Горького речного судостроения в Зеленодольске, арестован, репрессирован, освобождён, директор Верхнесалдинского/Челябинского завода металлоконструкций, управляющий всесоюзным трестом «Стальконструкция»,
Умер после 1970 года.